# Turdoides tenebrosa
Turdoides tenebrosa е вид птица от семейство Leiothrichidae.

## Разпространение
Видът е разпространен в Етиопия, Демократична република Конго, Судан, Уганда, Централноафриканската република и Южен Судан.